# Can Sardà (Piera)
Can Sardà és una obra de Piera (Anoia) inclosa a l'Inventari del Patrimoni Arquitectònic de Catalunya.

## Descripció
Masia de planta baixa, pis i golfes amb coberta a dues vessants. Destaquen les tres obertures de les golfes i la tanca que envolta el pati del davant de la masia on es troben altres construccions destinades al bestiar i dependències agrícoles.

## Història
Aquesta masia i la de Ca l'Oriol són les cases originàries del nucli de Sant Jaume Sesoliveres.